# St.-Johannes-Kapelle (Jonava)

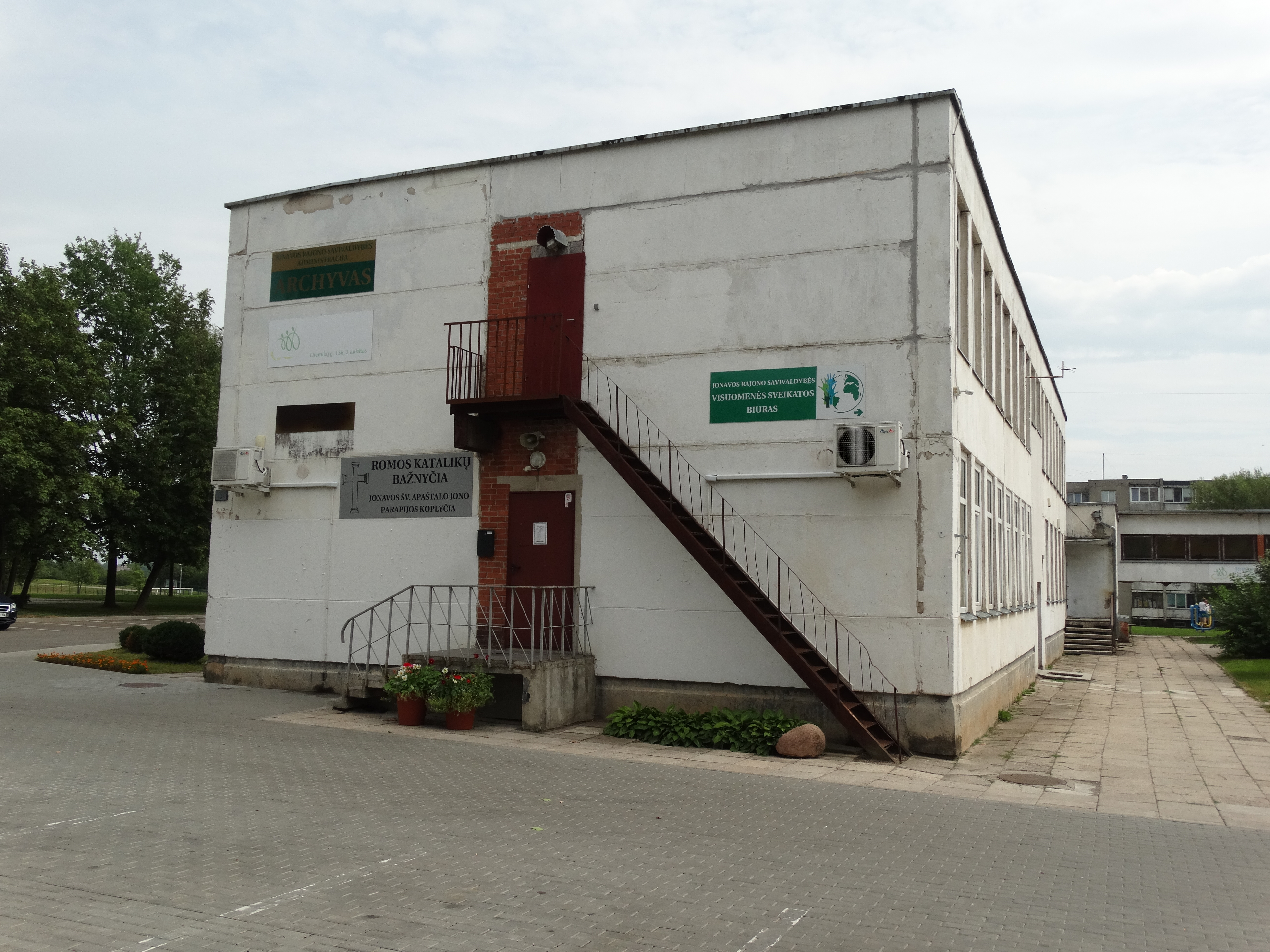
Kapelle in Rimkai

Die St.-Johannes-Kapelle Jonava ist eine Johannes-Kapelle in Rimkai, in der litauischen Stadt Jonava in der Rajongemeinde Jonava (Bezirk Kaunas). Sie gehört der Johannes-Pfarrgemeinde, Dekanat Jonava, Erzbistum Kaunas, und wird von einem Pfarrer betreut. Die Heilige Messe findet in der Kapelle achtmal pro Woche (außer montags).